# 吉田皓一
吉田 皓一（日语：よしだ こういち；英語：、1982年8月26日—），日本奈良縣出身的男性企業家。現為日本自助旅遊觀光資訊網站《樂吃購！日本》版主，也擔任負責《樂吃購！日本》網站營運事項公司「吉日媒體集團」的創辦人與代表社長。同時也是YouTube頻道《吉田社長 Japan TV》的YouTuber。

## 經歷
吉田皓一出生於奈良縣葛城市，唸小學期間曾遭遇阪神大地震，因目睹定居神戶市的親戚獲自衛隊成員救助，對他們有所憧憬，故修畢大阪府桃山學院高等學校課程後入讀防衛大學校人文科學學部，但在一年級秋季裡選擇中途休學，且隔年考進慶應義塾大學經濟學部。他畢業後任職朝日放送電視台總合商務局的電視廣告企劃及行銷人員，不久便選擇辭職。2012年5月，他以台灣及香港人為對象，設立日本旅遊媒體《樂吃購！日本》（吉日媒體集團營運的繁體字訪日觀光資訊網站），提供旅日情報；翌年11月創辦「吉日媒體行銷有限公司」，專注發展大中華市場。
2016年1月，《樂吃購！日本》獲得日本經濟新聞社《日經優秀製品服務賞2015》「日本經濟電子版賞最優秀賞」，而其面書粉絲專頁「日本人の日本旅遊指南」的累計讚好人數亦約90萬（2024年8月現況），也會在台灣電視節目、廣告擔任嘉賓，撰寫雜誌中文專欄等等。另外，他擁有漢語水平考試（HSK）6級（最高級），能說流利中文和定期到台灣舉辦活動，與《樂吃購！日本》用戶交流。吉田皓一喜歡日本酒，開發了一款針對台灣客群的日本酒「これあらた」（KOREARATA）。2020年，開始經營頻道《吉田社長 Japan TV》拍攝YouTube影片，於2022年4月訂閱數近10萬，在2023年5月達到20萬訂閱、2024年8月突破30萬訂閱。2021年1月，吉田皓一擔任台灣版MaaS的 台灣好玩卡（TaiwanPass）Project顧問，也是唯一一位日本人。2023年3月25日，吉田皓一透過大塊文化出版第一本書《吉田社長的台日經營學》。

## 演出作品

### 電視節目

#### 台灣
- 三立電視台《街角遇到WOW》
- 緯來日本台《日本學問大前進日本 福岡篇》

#### 日本
- 2015年5月6日：札幌電視台《熱烈!HOT SANDWICH！》
- 2018年9月10日：關西電視台 / 富士電視台系列《世界之村的偉人》（ 節目内「在世界的街角！現在這個日本人很厲害！」的台灣台北編[17]）
- 2019年1月4日：朝日放送《關西財界FORUM 2019 〜祝！萬博 前往耀眼的未來！？〜》[18]

- 2020年2月6日、2月10日：日本電視台《日テレNEWS24》

### 電台節目
- 2018年1月21日：FM東京《Yuucho presents 田村淳的FLY HIGH!〜挑戰令未來熱起來〜》[19]
- 2018年2月20日：FM東京《高橋南的從這之後要做什麼呢？》[20]
- 2019年1月至今（每週星期六 11:30〜）：FM North Wave《美麗！台灣》 - 主持（與片岡香澄）[21]

### 其他
- 2013年12月24日、2014年7月18日：北海道Likers / 北海道日本火腿鬥士隊 / 札幌啤酒《陽岱鋼×吉田皓一 日台友好特別對談》[22]

## 外部連結
- 吉田皓一的X（前Twitter）
- 日本人の日本旅遊指南的Facebook專頁
- 吉田皓一的Instagram帳戶
- YouTube上的吉田社長頻道
- 吉田皓一ブログ （页面存档备份，存于）
- NewsPicksプロピッカー 吉田皓一 （页面存档备份，存于）
- 幻冬社plus 「誰も知らない台湾ビジネス」吉田皓一 （页面存档备份，存于）
- ジーリーメディアグループコーポレートサイト （页面存档备份，存于）
- 樂吃購！日本 （页面存档备份，存于）